# サテライト釧路
サテライト釧路（サテライトくしろ）は、弥彦競輪場が北海道白糠郡白糠町に設置していた競輪場外車券売場。

## 概要
1989年5月に東京の経営コンサルタント会社が白糠町に競艇・競輪場外発売場の新設を打診、白糠町の千葉清町長（当時）が場外発売場の積極的誘致の意向を示し、その後栃木県宇都宮市のブイ・ビジネス・オーエーケーが主体となり1994年9月に着工。当初1993年開業を目指したが、ボートピア釧路が先行して開業したこともあり建物を当初の3分の1に縮小し開発を行った。道東初の競輪場外発売場として1995年7月7日に竣工開所式の後、9日に開業。
ブイ・ビジネス・オーエーケーが弥彦村などに賃貸する形で、当初弥彦競輪場を中心に前橋・立川競輪も含め年間200日間発売し1日あたりの目標として売上700万円・入場者350人を見込んだ。開業初日は686万円を売り上げたものの、その後数ヶ月は近隣の橋梁工事に伴うアクセスの悪さもあり平均200万円程度に落ち込んだ。
白糠町には固定資産税・寄付金をあわせ年1000万円程度が支払われていたが、年間売上が目標の半分程度の4-5億円程度に留まり累積赤字が2億6千万円程度に達して従業員の一時帰休などの経費削減を行うも収支が改善しないことや、かねてからあったギャンブル施設設置反対の声が根強かったため、2002年8月に弥彦競輪場の年度内の開催終了をもっての撤退を決定し、11月11日をもって閉鎖。
2024年5月時点で、建物は立ち入りはできないが現存している。また、敷地内にはタンチョウのイラストが描かれた「サテライト釧路」の案内板もそのまま残されてる。

## 施設
- 敷地面積：約26,000平米[8]
- 売り場
  - 延床面積：約1,900平米[8]
  - 構造：鉄筋2階建て[8]
  - 1階無料固定席：208席[1]
  - 2階特別席：101席（入場料1000円）[1]
- 駐車場：450台[1]

## アクセス
- JR庶路駅から徒歩15分[9]
- くしろバス白糠線工業団地前バス停徒歩10分[9]
- 釧路駅前発着無料バス45分（1日1往復 午前10時釧路駅発・全レース終了後サテライト釧路発）[9]